# Coleophora rugosae
Coleophora rugosae é uma espécie de mariposa do gênero Coleophora pertencente à família Coleophoridae.